# Schlotheimia grevilleana
Schlotheimia grevilleana är en bladmossart som beskrevs av Mitten 1859. Schlotheimia grevilleana ingår i släktet Schlotheimia och familjen Orthotrichaceae. Inga underarter finns listade i Catalogue of Life.